# Duesenberg Model A
Duesenberg Model A var den första serieproducerade bilen som hade hydrauliska bromsar samt den första serieproducerade bilen i USA med en åttacylindrig motor. Bilen kallades officiellt för Duesenberg Straight Eight och visades för första gången år 1920 i New York City. Produktionen försenades på grund av att designen genomgick stora förändringar; bland annat ändrades motorns ventilstyrning från en horisontell stötstångsmotor till en konfiguration där kamaxeln placeras ovanför kolvarna och förbränningskammaren. Företaget hade dessutom flyttat sitt huvudkontor och fabrik från New Jersey till Indiana. Modell A tillverkades i Indianapolis i Indiana från år 1921 till 1925 av Duesenberg Automobile and Motors Company och mellan år 1925 och 1926 i samma fabrik av det omstrukturerade Duesenberg Motor Company. Företagets efterträdare kallade bilen för modell A när modell J introducerades.